# 省港大罷工
省港大罷工或稱粵港大罷工，是一場在1925年6月至1926年10月在香港和廣州發生的大規模、長時間的罷工行動。數以三十萬計的工人在中國國民黨、中國共產黨及廣州國民政府支持和組織下，離開香港的工作崗位。

## 五卅慘案
1925年5月中，上海發生工潮，上海有學生示威以聲援工潮中被殺的領袖顧正紅時，被租界的英籍巡捕開槍射殺，十三人死，數十人重傷，是為五卅慘案。事件引起全中國出現反抗外國在華勢力的運動，各地直接參加聲援運動的人數估計有一千二百萬人。當中日本及英國更為矛頭所指。

## 經過
香港的工會由中國共產黨人中華全國總工會總書記鄧中夏及香港海員工會的苏兆征等人，以中國國民黨黨員身分組織，以全國總工會名義，召集香港各工會聯席會議，成立全港工团联合会，決議罷工。
6月19日起，各個由指揮的工會，包括：電車、印刷、船務首先響應，三日內即有數萬人離開崗位，返回廣州。各學校學生亦同時罷課，罷課罷教者有8成。
在廣州，沙面英租界的華工，亦於6月21日起響應，拒向英商及領事館提供服務。當時的廣州國民政府處於聯俄容共時期，在中國國民黨及中國共產黨以國民黨名義組織下，廣東各界巡行大示威，赴會者包括省港澳各團體，省內國立市公私立等大小男女學校、商界各團體、農民團體及黃埔學生軍、粵軍、湘軍、警衛軍等，人數十萬餘眾。

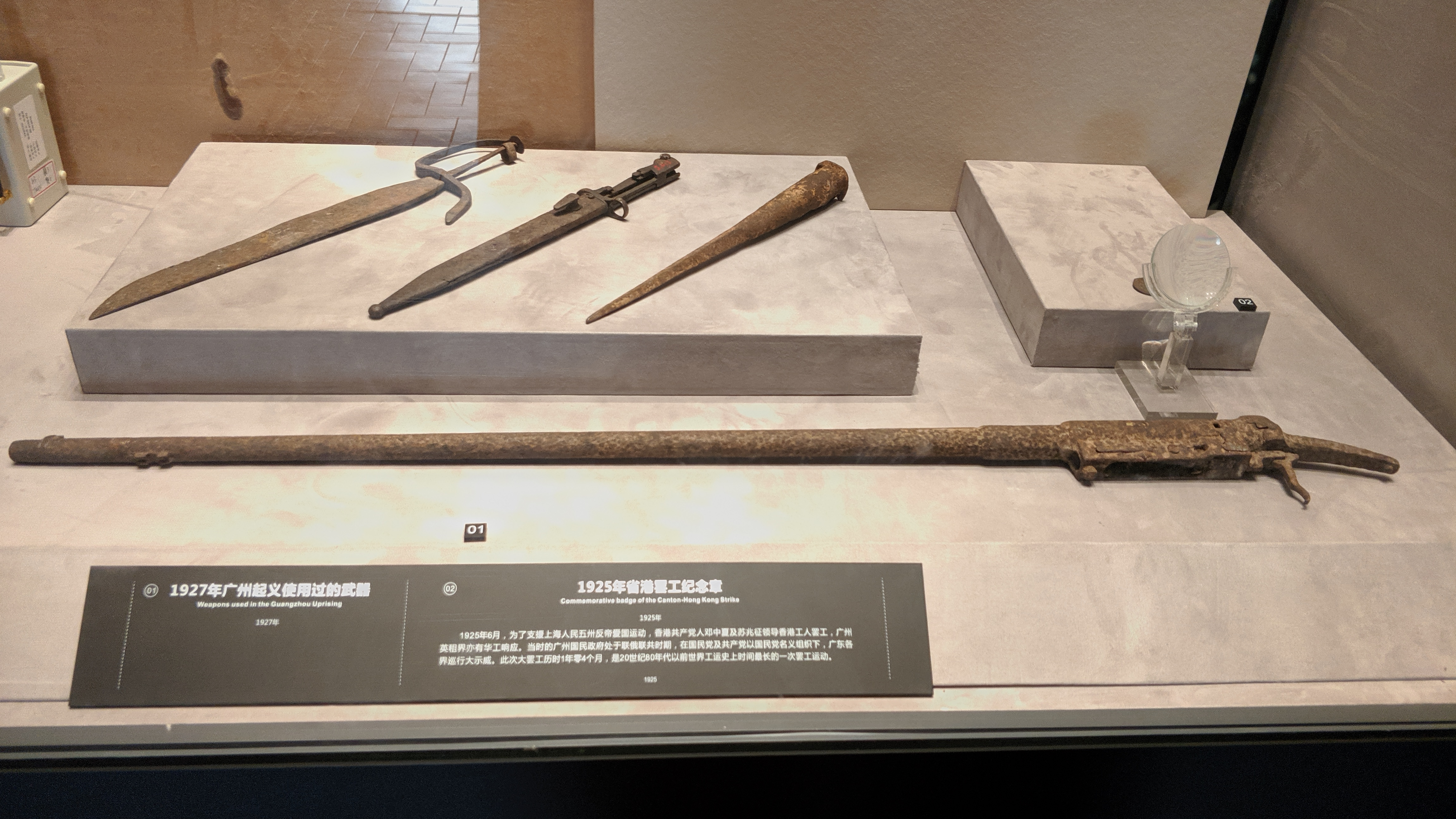
广州博物馆馆藏，省港大罢工紀念章（右側02處，唯拍攝不佳，紀念章恰好被放大鏡遮擋）

會場分為三部分：工農界會場由譚平山主持；學商界會場由伍朝樞、鄒魯主持；軍界會場由汪精衛主持。並請國民黨中央執行委員會委員胡漢民宣讀國民黨決議案，請國民黨中央黨部代表廖仲愷演說、廣州特別市代表孫哲生演說，商界協會代表甘乃光演說，演畢，宣佈散會巡行。結果釀成衝突，英軍指遊行者越界並威脅租界人命財產，向部份群眾開火射擊，造成五十多人死亡，稱沙基慘案。
同時，廣州政府由國民黨中央委員兼工人部長廖仲愷的主導下，決定援助香港工人回廣州生活。7月5日，省港罷工委員會成立，並編制約五千人的工人武裝糾察隊，封鎖香港和截留糧食。至7月7日，罷工人數達到20.9萬人，當年香港總人口約72萬，工人佔3-40萬，即有過半數工人參與罷工，而當中有十多萬人離開香港，前往廣州。
香港市面一度恐慌，至7月中旬後才稍為回復，但經濟受經濟封鎖影響出現蕭條，1925年香港出入口貨總值只有1924年的一半，大量商戶倒閉，港府收入大減，需向倫敦政府借款三百萬英鎊以渡過難關。香港政府對事件態度強硬，批評廣州政府資助煽動騷亂及製造對立，又要求倫敦政府派遣海軍封鎖華南各港口；並支持反對廣州政府的地方軍事力量進攻廣州。不過，倫敦政府指示港府必須保持克制。1925年8月20日，廖仲愷因黨內鬥爭遭到暗殺，引發廣州政府內部派系衝突激化，而針對港府的行動則失去焦點。香港的華人商界領袖及社會名流表態支持港府，香港東華醫院、華商總會以及廿四行商聯合會領袖在1925年8月21日發表聯合聲明，呼籲各方不要被廣州政府煽惑，又鼓勵各界結束罷工，許多海外華僑也不再匯款給在廣州的省港罷工委員會。
另一方面，態度強硬的港督司徒拔任期屆滿返回英國，新任港督金文泰在1925年11月上任後，表現出較友善的態度，同意派出輔政司到廣州與國民政府談判解決罷工。1926年3月18日發生中山艦事件，省港罷工委員會被蔣介石派兵包圍及勒令繳械，失去組織罷工的能力。4月初起，國民政府開始北伐，注意力被轉移，大罷工逐漸鬆懈，越來越多企業恢復正常生產。同年6月，國民政府派出宋子文、陳公博及陳友仁與英國政府談判罷工問題，港督覆函稱「罷工實際已成過去」。9月18日，國民政府宣布將於10月10日解除對香港封鎖。10月10日，罷工委員會解散，省港大罷工至此全面結束。

## 影響
為了防止攻擊殖民地政府的出版和脅迫政府的罷工罷市，殖民地政府在大罷工後於1927年分別修訂《承印人與出版人條例》( Printers and Publishers Ordinance )和制定的《非法罷工與停業條例》(Illegal Strike and Lockout Ordinance)。而受到政府的鐵腕政策影響，香港的工人運動在1927年後進入低潮。

## 文學作品
省港大罷工的情況被寫入法國作家安德烈·馬爾羅於1928年出版的小說《征服者》。香港兒童文學作家黃慶雲也著有一本歷史小說《香港歸來的孩子》（原名《紅苗》），以省港大罷工為背景。

## 外部連結
- 民國史事日誌-1925年
- 黃慶雲【香港歸來的孩子】（全文閱讀）（描寫省港大罷工的歷史小說）